# Aeroportul Regional Ponca City
Aeroportul Regional Ponca City (IATA: PNC, ICAO: KPNC, FAA LID: PNC) este un aeroport din Oklahoma, Statele Unite ale Americii ce deservește zona Ponca City⁠(d). A fost numit după zona deservită.
Situat la o altitudine de 307 m, aeroportul dispune de 1 pistă.

## Infrastructură

### Piste
Aeroportul dispune de o singură pistă. Pista 17/35 are suprafața de beton și dimensiunile 7.201 picioare × 150 picioare. 